# Мајкл Дебејки
Мајкл Елис Дебејки (енгл. Michael E. DeBakey; 7. септембар 1908 — 11. јул 2008) био је светски познат хирург, иноватор и медицински образовни радник. Дебејки је био професор Бејлор медицинског факултета у Хјустону, Тексас, и директор Центра за срце Дебејки.

## Рани живот и образовање
Мајкл Дебејки рођен је у Лејк Чарлсу, Луизијана, као син либанских имиграната Шакер Морис Дебејки и Рахиге Зорба Дебејки. Завршио је студије на Тулејн универзитету 1930. године, а медицински факултет исте установе 1932. године.

## Хируршке иновације
Дебејки је изумео многе инструменте и направе које су унапредиле кардиоваскуларну хирургију и помогле пацијентима. Док је још био на студијама 1932. године изумео је пумпу, која је постала главни део машине која се користи током операција на отвореном срцу, преузимајухи функције плућа и срца.
То је био само почетак многих иновација. Хируршки захвати које је Дебејки развио некада су била чуда медицине, а данас су уобичајени у већини болница. Он је први радио на развијању вештачког срца и срчаних пумпи како би помогао пацијентима који чекају на трансплантације.
Помогао је и у изради више од 70 хируршких инструмената.

## Академска каријера
Дебејки је провео већи део своје каријере на Бејлор медицински факултету, где је постао професор хирургије 1948. године и шеф одељења хирургије 1950. године. Под његовим руководством, Бејлор је постао један од водећих центара за кардиоваскуларну хирургију у свету.

## Војна служба
Током Другог светског рата, Дебејки је служио као хирург у америчкој војсци и достигао је чин пуковника. Његово искуство у ратној медицини утицало је на развој мобилних хируршких јединица (MASH).

## Признања и награде
Награђен је почасним докторатом. Дебејки је добио бројна престижна признања, укључујући Председничку медаљу слободе 1969. године од председника Линдон Џонсона и Национални медаљ науке 1987. године.

## Наслеђе
Дебејки је извршио више од 60.000 кардиоваскуларних операција током своје каријере и обучио стотине хирурга који су постали лидери у својој области. Његове иновације у области вештачких срчаних уређаја и васкуларних графтова револуционизовале су кардиоваскуларну хирургију.